# 聲優養成所
聲優養成所（日语：声優養成所，簡稱「養成所」）是一種以教授一般人成為聲優所必須的知識和演技的培訓學校。
和一般的私立學校法人不同，大部分聲優養成所都是以聲優經紀為主業的演藝事務所的子公司，不過也有少部分單純以培養聲優為目的的學校。由於聲優養成所有可觀的收入（主要是學生的入學費、授課費等），因此從青二Production、ARTSVISION等著名聲優事務所到由聲優個人經營的小事務所，多數都在旗下擁有自己的養成所。

## 著名聲優養成所
- CB聲優工作室
- CSR·Voice·School
- TAB Productio附屬聲優養成所
- Studio CAN
- 朝日電視台 Voice演藝學校
- Toritorioffice附屬聲優養成所
- 武藏的聲優學院
- 井上和彥的聲優教室
- 劇團櫂 聲優科目
- 聲優養成所·江古田演藝學院
- 日本播音演技研究所（ARTSVISION附屬聲優養成所）
- 青二塾
- Production baobab附屬B·A·O
- 81 Produce附屬藝人養成所
- Mausu Promotion附屬藝人養成所
- 賢Production附屬 School duo
- 同人舍Production附屬聲優養成所
- 難波啟子 聲優·播音員學校
- Office薰附屬聲優養成所
- 勝田聲優學院
- 東京播音學院
- 聲優演技研究所
- 三矢Project
- 大平透聲優研究班
- RAMS Professional Education
- Winner Entertainment附屬 Winner育成塾
- Pro-Fit聲優養成所
- CHK聲優中心
- 俳協Voice Work Studio
- 花館演藝工作室
- Yellow Tail附屬養成所 EEA
- Atomicmonkey聲優演技研究所
- 三木Production聲優養成所
- JTB演藝學院
- Holy Peak聲優學校
- B-Box演藝學校
- Kenyu-office附屬養成所 talk back
- Production Ace演技研究所